# Anthony Ramos
Anthony Ramos Martinez (New York, 1 november 1991) is een Amerikaans acteur, zanger en danser.

## Biografie
Anthony Ramos werd in 1991 geboren in New York. Hij is van Puerto Ricaanse afkomst en groeide samen met zijn moeder, oudere broer en jongere zus op in Brooklyn.
Hij studeerde aan achtereenvolgens Halsey Junior High School en New Utrecht High School. Hij was een getalenteerde honkbalspeler. Als tiener hoopte hij in de derde divisie van de NCAA te spelen en nadien als coach aan de slag te gaan. Hij ontving uiteindelijk een studiebeurs om aan de American Musical and Dramatic Academy (AMDA) te studeren. In 2011 studeerde af aan het conservatorium in de richting muzikaal theater.
Ramos heeft sinds 2015 een relatie met actrice Jasmine Cephas Jones, die hij leerde kennen tijdens de repetities van Hamilton. Sinds december 2018 is het koppel verloofd.

## Carrière
Na zijn studies acteerde Ramos in verschillende theaterproducties. In 2011 speelde hij Sonny in een regionale opvoering van Grease, een jaar later werkte hij met onder meer Lin-Manuel Miranda samen aan de musical In the Heights. Zijn grote doorbraak volgde in 2015 in de door Miranda geschreven musical Hamilton. In de bekende Broadwaymusical vertolkte hij de personages John Laurens en Philip Hamilton, de zoon van protagonist Alexander Hamilton. 
In dezelfde periode maakte hij met de dramafilm White Girl (2016) zijn filmdebuut. Nadien speelde hij een hoofdrol in Monsters and Men (2018) en had hij bijrollen in bekende films als A Star Is Born en Godzilla: King of the Monsters (2019). In 2019 verfilmde Jon M. Chu de musical In the Heights (2021) met Ramos als hoofdrolspeler.
Hij speelt momenteel de rol van Eladio in de HBO serie In Treatment (2021).

## Filmografie

### Film
- White Girl (2016)
- Patti Cake$ (2017)
- Monsters and Men (2018)
- Summertime (2018)
- A Star Is Born (2018)
- Godzilla: King of the Monsters (2019)
- Trolls World Tour (2020) (stem)
- Honest Thief (2020)
- In the Heights (2021)
- The Bad Guys (2022) (stem)
- Transformers: Rise of the Beasts (2023)
- Twisters (2024)

### Televisie
- Younger (2015)
- Law & Order: Special Victims Unit (2016)
- Will & Grace (2017–2018)
- She's Gotta Have It (2017–2019)
- Elena of Avalor (2019) (stem)
- In Treatment  (2021) (Eladio)
- Ironheart (2025)

### Broadway
- Hamilton: An American Musical (2015–2016)